# Apieae
Apieae je tribus štitarki. Sastoji se od 13 rodova. Monotipski Canaria, sinonim je za Rutheopsis A.Hansen & Kunkel
Tribus je opisan 2004.

## Rodovi i broj vrsta
1. Stoibrax Raf. (3 spp.)
2. Modesciadium P. Vargas & Jim. Mejías (1 sp.)
3. Diplolophium Turcz. (7 spp.)
4. Visnaga Gaertn. (2 spp.)
5. Ammi L. (4 spp.)
6. Petroselinum Hill (1 sp.)
7. Sclerosciadium W. D. J. Koch (1 sp.)
8. Rutheopsis A. Hansen & Kunkel (2 spp.)
9. Billburttia Magee & B.-E. van Wyk (2 spp.)
10. Deverra DC. (9 spp.)
11. Apium L. (11 spp.)
12. Anethum L. (6 spp.)
13. Foeniculum Hill (2 spp.)